# Aie a Mwana
«Aie a Mwana» — название известной песни, созданной франко-бельгийским творческим дуэтом Даниэля Вангард и Жана Клюгера.
Первоначально была выпущена в 1971 году под названием «Aieaoa» в альбоме Le Monde fabuleux des Yamasuki.
В 1975 г. была записана африканской группой Black Blood в Бельгии с текстом на суахили и выпущена как «A.I.E. (A Mwana)». Вариант на суахили также появился в видео игре Pro Evolution Soccer 2011.
В 1976 г. была включена Джеймсом Ластом в его дископоппури It’s Non-Stop Dancin' под названием A.I.E. (MWANA).
В 1981 г. «Aie a Mwana» стала первым синглом, выпущенным английской группой Bananarama.
В том же году появилась в альбоме Ottawan 2 французской группы Ottawan с текстом на английском языке под названием AIE Is My Song.
В 2010 г. с идентичной мелодией, но с новым текстом (авторы Velile и Safri Duo) она была выпущена как «Helele» и стала официальной песней для Чемпионата мира по футболу 2010.

## Синглы на виниле
7" vinyl single
Demon Records D 1010, later Demon / Deram Records DM 446
1. «Aie A Mwana» 3:33
2. «Dubwana» 3:38

UK 12" vinyl single
Demon / Deram Records DMX 446
1. «Aie A Mwana» (12" Version) 5:39
2. «Dubwana» — 3:38

US 12" vinyl single
1. «Aie A Mwana» (US Extended Version) 6:52
2. «Dubwana» — 3:38